# Mistrzostwa Europy w Piłce Nożnej 2024

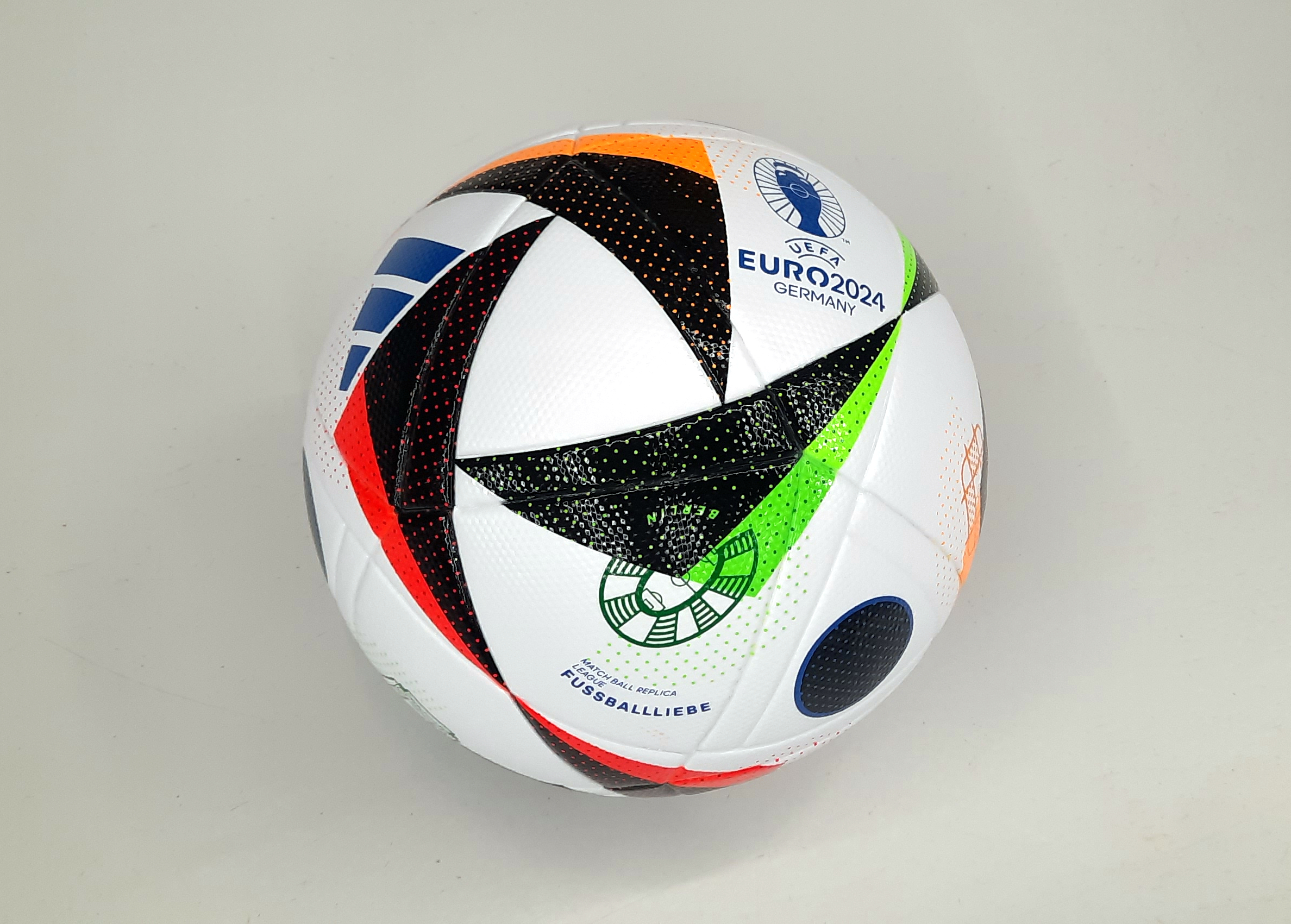
Oficjalna piłka mistrzostw Europy, Fussballliebe

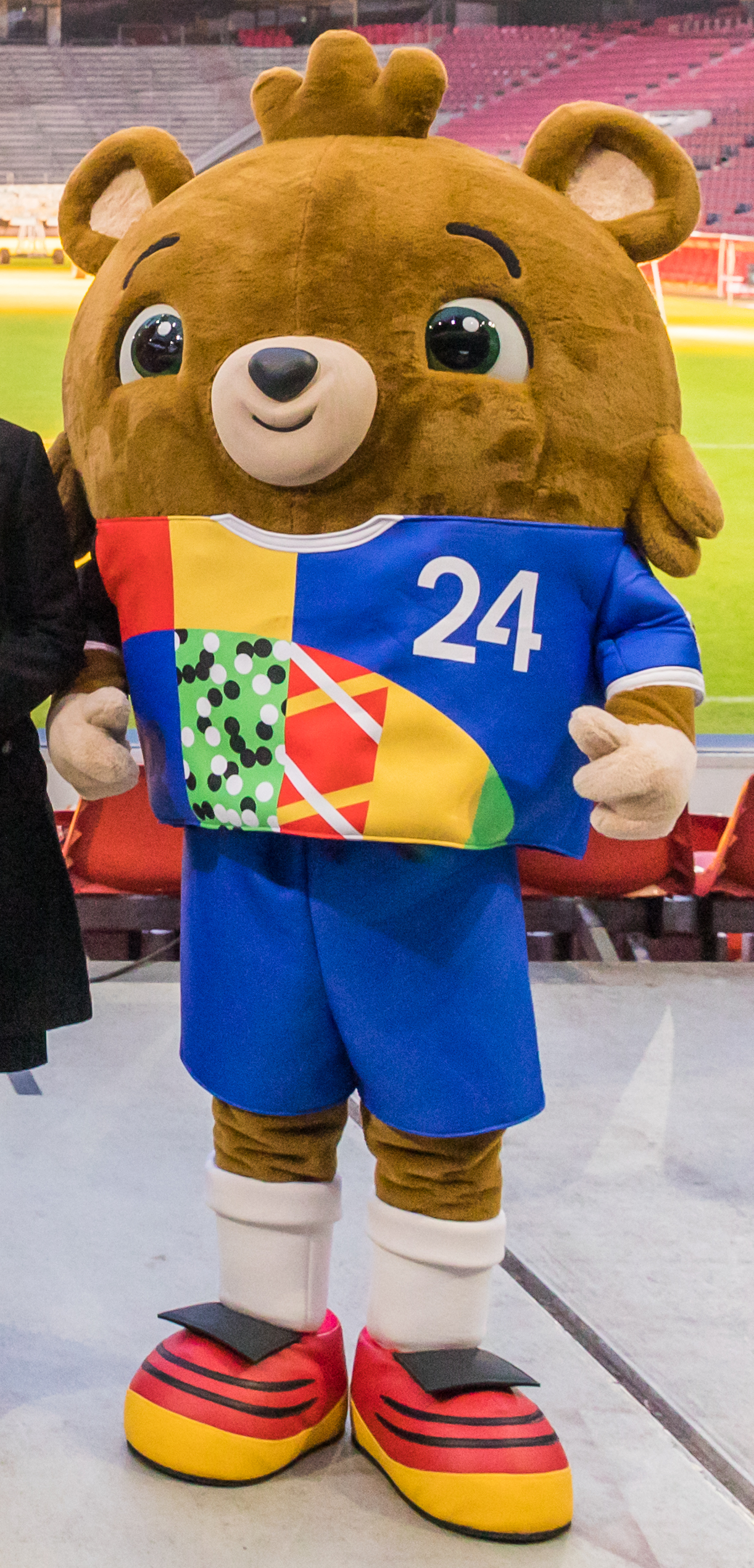
Albärt – oficjalna maskotka turnieju

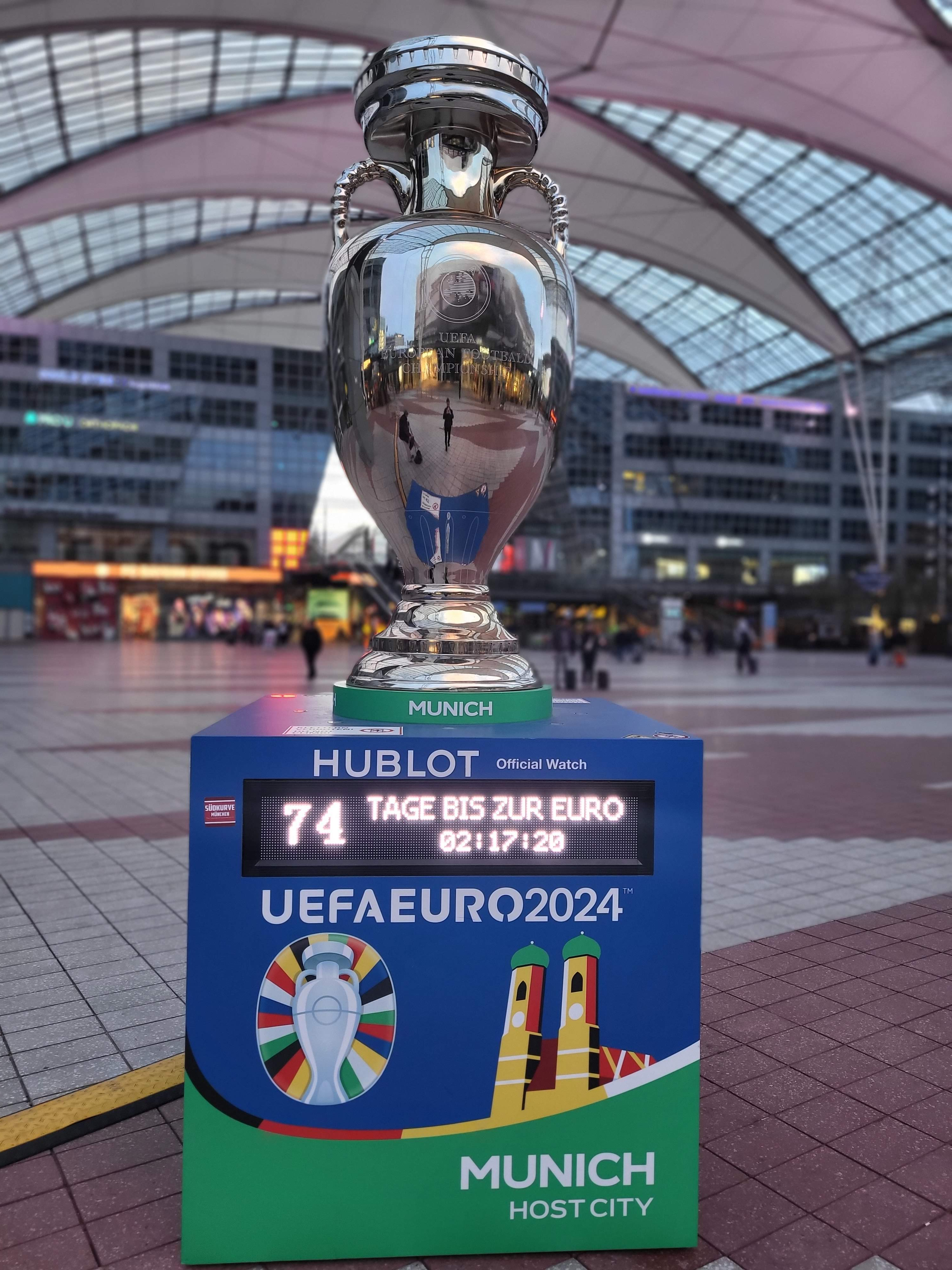
Puchar euro. W tle Allianz Arena w Monachium

Mistrzostwa Europy w Piłce Nożnej 2024 (niem. Fußball-Europameisterschaft 2024, oficjalnie UEFA Euro 2024) – siedemnasty turniej o mistrzostwo Europy w piłce nożnej mężczyzn. Gospodarzem turnieju, po raz trzeci w historii, były Niemcy – w przeszłości, mistrzostwa w 1988 roku rozgrywały się na terenie Niemiec Zachodnich oraz cztery mecze Euro 2020 były rozgrywane w Monachium. Turniej odbywał się na 10 stadionach w 10 różnych miastach, w tym po raz pierwszy w Lipsku. Jest to drugie największe wydarzenie piłkarskie na świecie po mistrzostwach świata, obserwowane przez 27% kibiców sportowych.
W finale rozegranym na Stadionie Olimpijskim w Berlinie zwyciężyła Hiszpania, pokonując Anglię 2:1, tym samym zdobywając rekordowy czwarty tytuł Mistrza Europy.

## Wybór gospodarza
8 marca 2017 roku UEFA poinformowała o zgłoszeniu dwóch kandydatur – Niemiec i Turcji – na gospodarza turnieju. 27 września 2018 roku, w wyniku głosowania, na gospodarza turnieju wybrano Niemcy.
| Kraj      | Głosy |
| --------- | ----- |
| Niemcy    | 12    |
| Turcja    | 4     |
| Nieobecni | 1     |
| Łącznie   | 17    |

## Logo i symbole

### Logo
Oficjalne logo zostało zaprezentowane 5 października 2021 podczas ceremonii na Stadionie Olimpijskim w Berlinie. Logo przedstawia trofeum Euro „Puchar Henriego Delaunaya” osadzone w centrum, otoczone 24 kolorowymi plastrami reprezentującymi uczestniczące zespoły. Kolory ułożone są w różnych kombinacjach, pochodzą z 55 stowarzyszeń członkowskich UEFA i odzwierciedlają kształt dachu Stadionu Olimpijskiego. Agencja VMLY & R Branding z Lizbony w Portugalii zaprojektowała i opracowała logo po uprzedniej konsultacji z UEFA, DFB i dziesięcioma miastami gospodarzy. Każde miasto-gospodarz posiada również swoje własne logo.
Hasłem turnieju jest „United by Football. Vereint im Herzen Europas” – Zjednoczeni przez piłkę nożną. Zjednoczeni w sercu Europy.

### Hymn
Hymnem Euro 2024 została piosenka „Fire”, która powstała w wyniku współpracy włoskiej grupy producenckiej Meduza, amerykańskiego zespołu OneRepublic oraz niemieckiej wokalistki Leony.

### Maskotka
Na oficjalną maskotkę turnieju wybrany został pluszowy miś Albärt zaprezentowany 20 czerwca 2023 na Arena AufSchalke.

### Piłka
Oficjalną piłką jest „Fussballliebe” zaprezentowana przez UEFA i firmę Adidas 15 listopada 2023 na Stadionie Olimpijskim w Berlinie. Piłka ta wykorzystuje technologię Connected Ball Technology.

## Sędziowie
23 kwietnia 2024 roku Komitet Sędziowski UEFA przedstawił listę 18 zespołów sędziowskich, które poprowadzą mecze podczas Mistrzostw Europy. Listę 17 zespołów z Europy uzupełnił zespół argentyński z sędzią głównym Facundo Tello w ramach wymiany sędziów między UEFA a CONMEBOL.

### Sędziowie główni i asystenci
| Państwo    | Sędzia            | Sędziowie asystenci                          | Sędziowane mecze                                                                                  |
| ---------- | ----------------- | -------------------------------------------- | ------------------------------------------------------------------------------------------------- |
| Anglia     | Michael Oliver    | Stuart Burt Dan Cook                         | Hiszpania 3:0 Chorwacja Słowacja 1:2 Ukraina Niemcy 2:0 Dania Portugalia 0(3):0(5) Francja        |
| Anglia     | Anthony Taylor    | Gary Beswick Adam Nunn                       | Holandia 0:0 Francja Ukraina 0:0 Belgia Hiszpania 2:1 Niemcy                                      |
| Argentyna  | Facundo Tello     | Gabriel Chade Ezequiel Brailovsky            | Turcja 3:1 Gruzja Szkocja 0:1 Węgry                                                               |
| Francja    | François Letexier | Cyril Mugnier Mehdi Rahmouni                 | Chorwacja 2:2 Albania Dania 0:0 Serbia Hiszpania 4:1 Gruzja Hiszpania 2:1 Anglia                  |
| Francja    | Clément Turpin    | Nicolas Danos Benjamin Pages                 | Niemcy 5:1 Szkocja Anglia 0:0 Słowenia Holandia 2:1 Turcja                                        |
| Hiszpania  | Jesús Gil Manzano | Diego Barbero Sevilla Ángel Nevado Rodriguez | Austria 0:1 Francja                                                                               |
| Holandia   | Danny Makkelie    | Hessel Steegstra Jan de Vries                | Niemcy 2:0 Węgry Chorwacja 1:1 Włochy                                                             |
| Niemcy     | Daniel Siebert    | Jan Seidel Rafael Foltyn                     | Gruzja 1:1 Czechy Słowacja 1:1 Rumunia                                                            |
| Niemcy     | Felix Zwayer      | Stefan Lupp Marco Achmüller                  | Włochy 2:1 Albania Turcja 0:3 Portugalia Rumunia 0:3 Holandia 1:2 Anglia                          |
| Polska     | Szymon Marciniak  | Tomasz Listkiewicz Adam Kupsik               | Belgia 2:0 Rumunia Szwajcaria 2:0 Włochy                                                          |
| Portugalia | Artur Soares Dias | Paulo Soares Pedro Ribeiro                   | Polska 1:2 Holandia Dania 1:1 Anglia Austria 1:2 Turcja                                           |
| Rumunia    | Istvan Kovacs     | Vasile Florin Marinescu Mihai Ovidiu Artene  | Słowenia 1:1 Serbia Czechy 1:2 Turcja                                                             |
| Słowacja   | Ivan Kružliak     | Branislav Hancko Jan Pozar                   | Szkocja 1:1 Szwajcaria Holandia 2:3 Austria                                                       |
| Słowenia   | Slavko Vinčić     | Tomaž Klančnik Andraž Kovačič                | Węgry 1:3 Szwajcaria Hiszpania 1:0 Włochy Hiszpania 2:1 Francja                                   |
| Szwajcaria | Sandro Schärer    | Stéphane de Almeida Bekim Zogaj              | Słowenia 1:1 Dania Gruzja 2:0 Portugalia                                                          |
| Szwecja    | Glenn Nyberg      | Mahbod Beigi Andreas Söderkvist              | Rumunia 3:0 Ukraina Albania 0:1 Hiszpania Francja 1:0 Belgia                                      |
| Turcja     | Halil Umut Meler  | Mustafa Emre Eyisoy Kerem Ersoy              | Belgia 0:1 Słowacja Polska 1:3 Austria Anglia 2:1 Słowacja                                        |
| Włochy     | Marco Guida       | Filippo Meli Giorgio Peretti                 | Portugalia 2:1 Czechy Francja 1:1 Polska                                                          |
| Włochy     | Daniele Orsato    | Ciro Carbone Alessandro Giallatini           | Serbia 0:1 Anglia Niemcy 1:1 Szwajcaria Portugalia 0(3):0(0) Słowenia Anglia 1(5):1(3) Szwajcaria |

Źródło:

### Sędziowie VAR
| Państwo              | Sędziowie VAR                                              |
| -------------------- | ---------------------------------------------------------- |
| Anglia               | Stuart Attwell David Coote                                 |
| Bośnia i Hercegowina | Irfan Peljto Senad Ibrišimbegović                          |
| Francja              | Jérôme Brisard Willy Delajod                               |
| Hiszpania            | Alejandro José Hernández Hernández Juan Martínez Munuera   |
| Holandia             | Rob Dieperink Pol van Boekel Johan Balder Serdar Gözübüyük |
| Litwa                | Donatas Rumsas Aleksandr Radiuš                            |
| Niemcy               | Bastian Dankert Christian Dingert Marco Fritz              |
| Norwegia             | Espen Eskås Jan Erik Engan                                 |
| Polska               | Bartosz Frankowski Tomasz Kwiatkowski                      |
| Portugalia           | Tiago Martins                                              |
| Rumunia              | Catalin Popa                                               |
| Słowenia             | Ned Kajtazovic Rade Obrenovic Jure Praprotnik              |
| Szwajcaria           | Fedayi San                                                 |
| Turcja               | Alper Ulusoy                                               |
| Ukraina              | Mykola Balakin Oleksandr Berkut                            |
| Włochy               | Massimiliano Irrati Paolo Valeri                           |

Źródło:

## Eliminacje
Eliminacje do Euro 2024 odbywały się od marca 2023 do marca 2024 roku. Udział w mistrzostwach wzięły 53 reprezentacje, które walczyły o 20 miejsc w turnieju. Zapewnione miejsce w turnieju otrzymał jego gospodarz, czyli Niemcy, a 3 miejsca zostały przydzielone najlepszym niezakwalifikowanym drużynom z każdej dywizji Ligi Narodów UEFA. Losowanie grup eliminacji odbyło się 9 października 2022 roku we Frankfurcie nad Menem. Lista grup eliminacyjnych:
- Grupa A –  Hiszpania,  Szkocja,  Norwegia,  Gruzja,  Cypr;
- Grupa B – Holandia,  Francja,  Irlandia,  Grecja,  Gibraltar;
- Grupa C –  Włochy,  Anglia,  Ukraina,  Macedonia Północna,  Malta;
- Grupa D –  Chorwacja,  Walia,  Armenia,  Turcja,  Łotwa;
- Grupa E –  Polska,  Czechy,  Albania,  Wyspy Owcze,  Mołdawia;
- Grupa F –  Belgia,  Austria,  Szwecja,  Azerbejdżan,  Estonia;
- Grupa G –  Węgry,  Serbia,  Czarnogóra,  Bułgaria,  Litwa;
- Grupa H –  Dania,  Finlandia,  Słowenia,  Kazachstan,  Irlandia Północna,  San Marino;
- Grupa I –  Szwajcaria,  Izrael,  Rumunia,  Kosowo,  Białoruś,  Andora;
- Grupa J –  Portugalia,  Bośnia i Hercegowina,  Islandia,  Luksemburg,  Słowacja,  Liechtenstein.

### Procedura losowania grup eliminacyjnych
W pierwszej fazie eliminacji, która była rozgrywana od marca 2023 roku, 53 reprezentacje podzielone zostały na 10 grup (7 pięciozespołowych i 3 sześciozespołowe). Rozstawienie drużyn przed losowaniem zostało przydzielone na podstawie wyników uzyskanych w trakcie rozgrywek Ligi Narodów, które odbyły się na przełomie 2022 i 2023 roku. Finaliści Ligi Narodów 2022/2023 (czterej zwycięzcy grup w lidze A) zostali przydzieleni do grup pięciozespołowych ze względu na konieczność rozegrania przez nie dodatkowych meczów w ramach turnieju finałowego Ligi Narodów 2022/2023 w marcu 2023 roku. Bezpośredni awans do Mistrzostw Europy uzyskały po dwie najlepsze drużyny z każdej z grup. To dało jednak tylko 20 reprezentacji spośród 23, które pojadą na turniej finałowy. Pozostałe trzy reprezentacje zostały wyznaczone na podstawie wyników w fazie play-off, do której można było zakwalifikować się poprzez rozgrywki Ligi Narodów 2022/23.
W fazie play-off uprawnieni do występu byli zwycięzcy każdej z czterech grup w każdej z lig A, B, C. Jeżeli zwycięzca danej grupy w którejkolwiek z lig zakwalifikował się do Mistrzostw Europy podczas tradycyjnych eliminacji, prawo do udziału w fazie play-off przechodziło na kolejną drużynę w danej lidze wg rankingu Ligi Narodów. Założenie UEFA jest takie, aby o trzy wolne miejsca rozegrać trzy turnieje eliminacyjne, które są rozgrywane metodą pucharową: mecz półfinałowy oraz mecz finałowy. Tylko zwycięzca każdego z turniejów awansował do Mistrzostw Europy 2024. Założono również, że w każdym z turniejów rywalizowałyby ze sobą drużyny z tej samej ligi, jednak jeżeli zdarzyło się tak, że z którejś ligi mniej niż 4 zespoły były uprawnione do udziału w fazie play-off (czyli gdy co najmniej 9 drużyn awansowało bezpośrednio do ME), to turniej uzupełnią zespoły z najwyższym rankingiem Ligi Narodów UEFA, które nie wywalczyły awansu bezpośrednio z eliminacji, z zastrzeżeniem, że zwycięzcy grup w swoich ligach nie mogą mierzyć się w turnieju z zespołami z wyższej ligi.

## Drużyny uczestniczące

### Zakwalifikowane drużyny

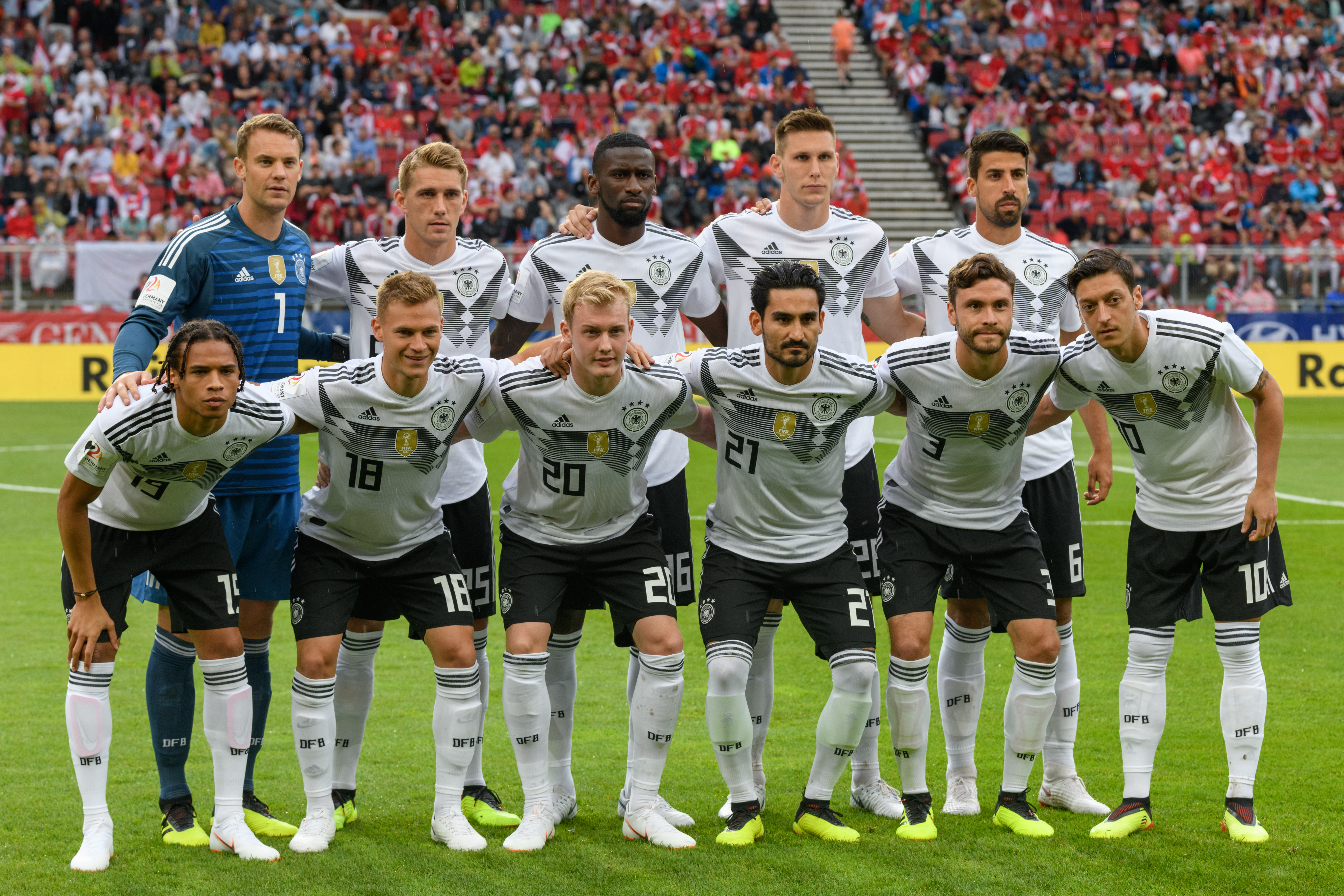
Niemcy – gospodarze turnieju.

Jedno miejsce w Mistrzostwach Europy 2024 zostało automatycznie przydzielone reprezentacji gospodarzy. Pozostałych 23 uczestników zostało wyłonionych w eliminacjach rozgrywanych w 2023 roku.
| Drużyna    | Zakwalifikowana jako       | Data kwalifikacji    | Liczba występów w ME                                                              | Najlepszy wynik w ME            | Wynik        |
| ---------- | -------------------------- | -------------------- | --------------------------------------------------------------------------------- | ------------------------------- | ------------ |
| Niemcy     | Gospodarz                  | 27 września 2018     | 13 (1972, 1976, 1980, 1984, 1988, 1992, 1996, 2000, 2004, 2008, 2012, 2016, 2020) | Mistrzostwo (1972, 1980, 1996)  | Ćwierćfinał  |
| Hiszpania  | Zwycięzca grupy A          | 15 października 2023 | 11 (1964, 1980, 1984, 1988, 1996, 2000, 2004, 2008, 2012, 2016, 2020)             | Mistrzostwo (1964, 2008, 2012)  | Mistrzostwo  |
| Francja    | Zwycięzca grupy B          | 13 października 2023 | 10 (1960, 1984, 1992, 1996, 2000, 2004, 2008, 2012, 2016, 2020)                   | Mistrzostwo (1984, 2000)        | Półfinał     |
| Anglia     | Zwycięzca grupy C          | 17 października 2023 | 10 (1968, 1980, 1988, 1992, 1996, 2000, 2004, 2012, 2016, 2020)                   | II miejsce (2020)               | II miejsce   |
| Turcja     | Zwycięzca grupy D          | 15 października 2023 | 5 (1996, 2000, 2008, 2016, 2020)                                                  | Półfinał (2008)                 | Ćwierćfinał  |
| Albania    | Zwycięzca grupy E          | 17 listopada 2023    | 1 (2016)                                                                          | Faza grupowa (2016)             | Faza grupowa |
| Belgia     | Zwycięzca grupy F          | 13 października 2023 | 6 (1972, 1980, 1984, 2000, 2016, 2020)                                            | II miejsce (1980)               | 1/8 finału   |
| Węgry      | Zwycięzca grupy G          | 16 listopada 2023    | 4 (1964, 1972, 2016, 2020)                                                        | III miejsce (1964)              | Faza grupowa |
| Dania      | Zwycięzca grupy H          | 17 listopada 2023    | 9 (1964, 1984, 1988, 1992, 1996, 2000, 2004, 2012, 2020)                          | Mistrzostwo (1992)              | 1/8 finału   |
| Rumunia    | Zwycięzca grupy I          | 18 listopada 2023    | 5 (1984, 1996, 2000, 2008, 2016)                                                  | Ćwierćfinał (2000)              | 1/8 finału   |
| Portugalia | Zwycięzca grupy J          | 13 października 2023 | 8 (1984, 1996, 2000, 2004, 2008, 2012 2016, 2020)                                 | Mistrzostwo (2016)              | Ćwierćfinał  |
| Szkocja    | 2. drużyna grupy A         | 15 października 2023 | 3 (1992, 1996, 2020)                                                              | Faza grupowa (1992, 1996, 2020) | Faza grupowa |
| Holandia   | 2. drużyna grupy B         | 18 listopada 2023    | 10 (1976, 1980, 1988, 1992, 1996, 2000, 2004, 2008, 2012, 2020)                   | Mistrzostwo (1988)              | Półfinał     |
| Włochy     | 2. drużyna grupy C         | 20 listopada 2023    | 10 (1968, 1980, 1988, 1996, 2000, 2004, 2008, 2012, 2016, 2020)                   | Mistrzostwo (1968, 2020)        | 1/8 finału   |
| Chorwacja  | 2. drużyna grupy D         | 21 listopada 2023    | 6 (1996, 2004, 2008, 2012, 2016, 2020)                                            | Ćwierćfinał (1996, 2008)        | Faza grupowa |
| Czechy     | 2. drużyna grupy E         | 20 listopada 2023    | 10 (1960, 1976, 1980, 1996. 2000, 2004, 2008, 2012, 2016, 2020)                   | Mistrzostwo (1976)              | Faza grupowa |
| Austria    | 2. drużyna grupy F         | 16 października 2023 | 3 (2008, 2016, 2020)                                                              | 1/8 finału (2020)               | 1/8 finału   |
| Serbia     | 2. drużyna grupy G         | 19 listopada 2023    | 5 (1960, 1968, 1976, 1984, 2000)                                                  | II miejsce (1960, 1968)         | Faza grupowa |
| Słowenia   | 2. drużyna grupy H         | 20 listopada 2023    | 1 (2000)                                                                          | Faza grupowa (2000)             | 1/8 finału   |
| Szwajcaria | 2. drużyna grupy I         | 18 listopada 2023    | 5 (1996, 2004, 2008, 2016, 2020)                                                  | Ćwierćfinał (2020)              | Ćwierćfinał  |
| Słowacja   | 2. drużyna grupy J         | 16 listopada 2023    | 2 (2016, 2020)                                                                    | 1/8 finału (2016)               | 1/8 finału   |
| Polska     | zwycięzca barażu dywizji A | 26 marca 2024        | 4 (2008, 2012, 2016, 2020)                                                        | Ćwierćfinał (2016)              | Faza grupowa |
| Ukraina    | zwycięzca barażu dywizji B | 26 marca 2024        | 3 (2012, 2016, 2020)                                                              | Ćwierćfinał (2020)              | Faza grupowa |
| Gruzja     | zwycięzca barażu dywizji C | 26 marca 2024        | debiutant                                                                         | debiutant                       | 1/8 finału   |

## Podział na koszyki
21 reprezentacji zakwalifikowanych do Euro 2024 po fazie grupowej eliminacji, a także 3 nieznane w dniu losowania drużyny (zwycięzcy barażów rozgrywanych w marcu) zostało podzielonych na 4 koszyki, w każdym po 6 drużyn. Niemcy jako gospodarz turnieju są od razu przypisane do Grupy A jako pierwsza drużyna (A1), pozostałe drużyny z koszyka pierwszego zostały rozlosowane do pozostałych grup w kolejności od grupy B do F i podobnie jak Niemcy zajęły w nich pierwszą pozycję (B1, C1 itd.). Reszta zespołów z pozostałych trzech koszyków trafiła do grup w kolejności alfabetycznej (od A do F) z tym, że ich pozycja w danej grupie została również wybrana na drodze losowania. Podobnie zostaną dołączeni przyszli zwycięzcy barażów, w których wystąpią. Pozostałe drużyny wyłoni losowanie.
| Koszyk 1                                                                           | Koszyk 2                                               | Koszyk 3                                                        | Koszyk 4                                                   |
| ---------------------------------------------------------------------------------- | ------------------------------------------------------ | --------------------------------------------------------------- | ---------------------------------------------------------- |
| - Niemcy (gospodarz turnieju) - Portugalia - Francja - Hiszpania - Belgia - Anglia | - Rumunia - Węgry - Turcja - Dania - Albania - Austria | - Chorwacja - Szkocja - Słowenia - Słowacja - Czechy - Holandia | - Szwajcaria - Włochy - Serbia - Polska - Ukraina - Gruzja |

### Losowanie fazy grupowej
Losowanie fazy grupowej odbyło się 2 grudnia 2023 o godzinie 18:00 w Hamburgu.

## Miasta i stadiony
Turniej odbył się na 10 stadionach w 10 niemieckich miastach: Berlinie, Monachium, Dortmundzie, Gelsenkirchen, Stuttgarcie, Hamburgu, Düsseldorfie, Kolonii, Lipsku oraz we Frankfurcie nad Menem.
| Berlin             | Monachium | Dortmund | Gelsenkirchen       |
| ------------------ | --- | --- | ------------------- |
| Stadion Olimpijski | Munich Football Arena | BVB Stadion | Arena AufSchalke    |
| Pojemność: 71 000  | Pojemność: 66 000 | Pojemność: 62 000 | Pojemność: 50 000   |
|                    | | |                     |
| Stuttgart          | BerlinMonachiumDortmundGelsenkirchenStuttgartHamburgDüsseldorfKoloniaLipskFrankfurt nad Menem Miasta-organizatorzy na mapie Niemiec | BerlinMonachiumDortmundGelsenkirchenStuttgartHamburgDüsseldorfKoloniaLipskFrankfurt nad Menem Miasta-organizatorzy na mapie Niemiec | Hamburg             |
| Stuttgart Arena    | BerlinMonachiumDortmundGelsenkirchenStuttgartHamburgDüsseldorfKoloniaLipskFrankfurt nad Menem Miasta-organizatorzy na mapie Niemiec | BerlinMonachiumDortmundGelsenkirchenStuttgartHamburgDüsseldorfKoloniaLipskFrankfurt nad Menem Miasta-organizatorzy na mapie Niemiec | Volksparkstadion    |
| Pojemność: 51 000  | BerlinMonachiumDortmundGelsenkirchenStuttgartHamburgDüsseldorfKoloniaLipskFrankfurt nad Menem Miasta-organizatorzy na mapie Niemiec | BerlinMonachiumDortmundGelsenkirchenStuttgartHamburgDüsseldorfKoloniaLipskFrankfurt nad Menem Miasta-organizatorzy na mapie Niemiec | Pojemność: 49 000   |
|                    | BerlinMonachiumDortmundGelsenkirchenStuttgartHamburgDüsseldorfKoloniaLipskFrankfurt nad Menem Miasta-organizatorzy na mapie Niemiec | BerlinMonachiumDortmundGelsenkirchenStuttgartHamburgDüsseldorfKoloniaLipskFrankfurt nad Menem Miasta-organizatorzy na mapie Niemiec |                     |
| Düsseldorf         | Kolonia | Lipsk | Frankfurt nad Menem |
| Düsseldorf Arena   | Cologne Stadium | Leipzig Stadium | Frankfurt Arena     |
| Pojemność: 47 000  | Pojemność: 43 000 | Pojemność: 40 000 | Pojemność: 47 000   |
|                    | | |                     |

## Faza grupowa
Za zwycięstwo przyznawane są trzy punkty, za remis – jeden, o kolejności w grupie będzie decydować suma zdobytych punktów. Do 1/8 finału awansują wszyscy zwycięzcy grup, wszystkie drużyny z drugich miejsc i cztery najlepsze drużyny z trzecich miejsc. Gdy dwie lub więcej drużyn uzyskają tę samą liczbę punktów (po rozegraniu wszystkich meczów w grupie), o kolejności decydują kryteria określone przez UEFA (Article 20), kolejno:
1. Większa liczba punktów zdobytych w meczach pomiędzy tymi drużynami;
2. Lepszy bilans zdobytych i straconych bramek w meczach pomiędzy tymi drużynami;
3. Większa liczba bramek zdobytych pomiędzy tymi drużynami;
4. Jeżeli po zastosowaniu kryteriów 1-3 pozostają drużyny, dla których nie rozstrzygnięto kolejności, kryteria 1-3 powtarza się z udziałem tylko tych drużyn, jeżeli kolejność jest nierozstrzygnięta, stosuje się dalsze punkty;
5. Lepszy bilans zdobytych i straconych bramek w meczach w grupie;
6. Większa liczba bramek zdobytych we wszystkich meczach w grupie;
7. Większa liczba wygranych meczów we wszystkich meczach w grupie;
8. Jeśli w ostatniej kolejce fazy grupowej, dwie drużyny zmierzą się ze sobą i każda z nich ma taką samą liczbę punktów, jak również taką samą liczbę zdobytych i straconych bramek, a wynik zakończy się remisem w meczu pomiędzy tymi drużynami, ustala się ich miejsce grupowe przez serię rzutów karnych. (Kryterium to nie jest stosowane, jeśli więcej niż dwie drużyny mają taką samą liczbę punktów.);
9. Klasyfikacja Fair Play turnieju finałowego;
10. Pozycja w rankingu eliminacji do turnieju głównego.

4 najlepsze drużyny, spośród tych, które zajęły 3. miejsca w grupach, ustala się na podstawie następujących kryteriów (biorąc pod uwagę wszystkie mecze grupowe) (Article 21.3), kolejno:
1. Większa liczba zdobytych punktów;
2. Lepszy bilans (większa różnica) bramek zdobytych i straconych;
3. Większa liczba bramek zdobytych;
4. Większa liczba wygranych meczów;
5. Niższa suma punktów dyscyplinarnych na podstawie wyłącznie żółtych i czerwonych kartek otrzymanych przez zawodników i osoby towarzyszące we wszystkich meczach grupowych (czerwona kartka = 3 punkty, żółta kartka = 1 punkt, wykluczenie za dwie żółte kartki w jednym meczu = 3 punkty);
6. Pozycja w rankingu eliminacji do turnieju głównego.

### Grupa A
| Lp. | Drużyna    | M | Z | R | P | B+ | B– | +/– | Pkt | Kwalifikacja           |
| --- | ---------- | - | - | - | - | -- | -- | --- | --- | ---------------------- |
| 1   | Niemcy     | 3 | 2 | 1 | 0 | 8  | 2  | +6  | 7   | Faza pucharowa         |
| 2   | Szwajcaria | 3 | 1 | 2 | 0 | 5  | 3  | +2  | 5   | Faza pucharowa         |
| 3   | Węgry      | 3 | 1 | 0 | 2 | 2  | 5  | −3  | 3   | Odpadnięcie z turnieju |
| 4   | Szkocja    | 3 | 0 | 1 | 2 | 2  | 7  | −5  | 1   | Odpadnięcie z turnieju |

| 14 czerwca 2024 21:00 CEST | Niemcy · Wirtz 10' · Musiala 19' · Havertz 45+1' (k) · Füllkrug 68' · Can 90+3' | 5:1(3:0)Raport | Szkocja · 87' (sam.) Rüdiger | Munich Football Arena, Monachium Widzów: 65 052 Sędzia: Clément Turpin |
|                            |                                                                                 |                |                              |                                                                        |

| 15 czerwca 2024 15:00 CEST | Węgry · Varga 66' | 1:3(0:2)Raport | Szwajcaria · 12' Duah · 45' Aebischer · 90+3' Embolo | Cologne Stadium, Kolonia Widzów: 41 676 Sędzia: Slavko Vinčić |
|                            |                   |                |                                                      |                                                               |

| 19 czerwca 2024 18:00 CEST | Niemcy · Musiala 22' · Gündoğan 67' | 2:0(1:0)Raport | Węgry | Stuttgart Arena, Stuttgart Widzów: 54 000 Sędzia: Danny Makkelie |
|                            |                                     |                |       |                                                                  |

| 19 czerwca 2024 21:00 CEST | Szkocja · McTominay 13' | 1:1(1:1)Raport | Szwajcaria · 26' Shaqiri | Cologne Stadium, Kolonia Widzów: 42 711 Sędzia: Ivan Kružliak |
|                            |                         |                |                          |                                                               |

| 23 czerwca 2024 21:00 CEST | Szwajcaria · Ndoye 28' | 1:1(1:0)Raport | Niemcy · 90+2' Füllkrug | Frankfurt Arena, Frankfurt nad Menem Widzów: 46 685 Sędzia: Daniele Orsato |
|                            |                        |                |                         |                                                                            |

| 23 czerwca 2024 21:00 CEST | Szkocja | 0:1(0:0)Raport | Węgry · 90+10' Csoboth | Stuttgart Arena, Stuttgart Widzów: 54 000 Sędzia: Facundo Tello |
|                            |         |                |                        |                                                                 |

### Grupa B
| Lp. | Drużyna   | M | Z | R | P | B+ | B– | +/– | Pkt | Kwalifikacja           |
| --- | --------- | - | - | - | - | -- | -- | --- | --- | ---------------------- |
| 1   | Hiszpania | 3 | 3 | 0 | 0 | 5  | 0  | +5  | 9   | Faza pucharowa         |
| 2   | Włochy    | 3 | 1 | 1 | 1 | 3  | 3  | 0   | 4   | Faza pucharowa         |
| 3   | Chorwacja | 3 | 0 | 2 | 1 | 3  | 6  | −3  | 2   | Odpadnięcie z turnieju |
| 4   | Albania   | 3 | 0 | 1 | 2 | 3  | 5  | −2  | 1   | Odpadnięcie z turnieju |

| 15 czerwca 2024 18:00 CEST | Hiszpania · Morata 29' · Ruiz 32' · Carvajal 45+2' | 3:0(3:0)Raport | Chorwacja | Stadion Olimpijski, Berlin Widzów: 68 844 Sędzia: Michael Oliver |
|                            |                                                    |                |           |                                                                  |

| 15 czerwca 2024 21:00 CEST | Włochy · Bastoni 11' · Barella 16' | 2:1(2:1)Raport | Albania · 1' Bajrami | BVB Stadion, Dortmund Widzów: 60 512 Sędzia: Felix Zwayer |
|                            |                                    |                |                      |                                                           |

| 19 czerwca 2024 15:00 CEST | Chorwacja · Kramarić 74' · Gjasula 76' (sam.) | 2:2(0:1)Raport | Albania · 11' Laçi · 90+5' Gjasula | Volksparkstadion, Hamburg Widzów: 46 784 Sędzia: François Letexier |
|                            |                                               |                |                                    |                                                                    |

| 20 czerwca 2024 21:00 CEST | Hiszpania · Calafiori 55' (sam.) | 1:0(0:0)Raport | Włochy | Arena AufSchalke, Gelsenkirchen Widzów: 49 528 Sędzia: Slavko Vinčić |
|                            |                                  |                |        |                                                                      |

| 24 czerwca 2024 21:00 CEST | Albania | 0:1(0:1)Raport | Hiszpania · 13' Torres | Düsseldorf Arena, Düsseldorf Widzów: 46 586 Sędzia: Glenn Nyberg |
|                            |         |                |                        |                                                                  |

| 24 czerwca 2024 21:00 CEST | Chorwacja · Modrić 55' | 1:1(0:0)Raport | Włochy · 90+8' Zaccagni | Leipzig Stadium, Lipsk Widzów: 38 322 Sędzia: Danny Makkelie |
|                            |                        |                |                         |                                                              |

### Grupa C
| Lp. | Drużyna  | M | Z | R | P | B+ | B– | +/– | Pkt | Kwalifikacja           |
| --- | -------- | - | - | - | - | -- | -- | --- | --- | ---------------------- |
| 1   | Anglia   | 3 | 1 | 2 | 0 | 2  | 1  | +1  | 5   | Faza pucharowa         |
| 2   | Dania    | 3 | 0 | 3 | 0 | 2  | 2  | 0   | 3   | Faza pucharowa         |
| 3   | Słowenia | 3 | 0 | 3 | 0 | 2  | 2  | 0   | 3   | Faza pucharowa         |
| 4   | Serbia   | 3 | 0 | 2 | 1 | 1  | 2  | −1  | 2   | Odpadnięcie z turnieju |

| 16 czerwca 2024 18:00 CEST | Słowenia · Janža 77' | 1:1(0:1)Raport | Dania · 17' Eriksen | Stuttgart Arena, Stuttgart Widzów: 54 000 Sędzia: Sandro Schärer |
|                            |                      |                |                     |                                                                  |

| 16 czerwca 2024 21:00 CEST | Serbia | 0:1(0:1)Raport | Anglia · 13' Bellingham | Arena AufSchalke, Gelsenkirchen Widzów: 48 953 Sędzia: Daniele Orsato |
|                            |        |                |                         |                                                                       |

| 20 czerwca 2024 15:00 CEST | Słowenia · Karničnik 69' | 1:1(0:0)Raport | Serbia · 90+5' Jović | Munich Football Arena, Monachium Widzów: 63 028 Sędzia: István Kovács |
|                            |                          |                |                      |                                                                       |

| 20 czerwca 2024 18:00 CEST | Dania · Hjulmand 34' | 1:1(1:1)Raport | Anglia · 18' Kane | Frankfurt Arena, Frankfurt nad Menem Widzów: 46 177 Sędzia: Artur Soares Dias |
|                            |                      |                |                   |                                                                               |

| 25 czerwca 2024 21:00 CEST | Anglia | 0:0(0:0)Raport | Słowenia | Cologne Stadium, Kolonia Widzów: 41 536 Sędzia: Clément Turpin |
|                            |        |                |          |                                                                |

| 25 czerwca 2024 21:00 CEST | Dania | 0:0(0:0)Raport | Serbia | Munich Football Arena, Monachium Widzów: 64 288 Sędzia: François Letexier |
|                            |       |                |        |                                                                           |

### Grupa D
| Lp. | Drużyna  | M | Z | R | P | B+ | B– | +/– | Pkt | Kwalifikacja           |
| --- | -------- | - | - | - | - | -- | -- | --- | --- | ---------------------- |
| 1   | Austria  | 3 | 2 | 0 | 1 | 6  | 4  | +2  | 6   | Faza pucharowa         |
| 2   | Francja  | 3 | 1 | 2 | 0 | 2  | 1  | +1  | 5   | Faza pucharowa         |
| 3   | Holandia | 3 | 1 | 1 | 1 | 4  | 4  | 0   | 4   | Faza pucharowa         |
| 4   | Polska   | 3 | 0 | 1 | 2 | 3  | 6  | −3  | 1   | Odpadnięcie z turnieju |

| 16 czerwca 2024 15:00 CEST | Polska · Buksa 16' | 1:2(1:1)Raport | Holandia · 29' Gakpo · 83' Weghorst | Volksparkstadion, Hamburg Widzów: 48 117 Sędzia: Artur Soares Dias |
|                            |                    |                |                                     |                                                                    |

| 17 czerwca 2024 21:00 CEST | Austria | 0:1(0:1)Raport | Francja · 38' (sam.) Wöber | Düsseldorf Arena, Düsseldorf Widzów: 46 425 Sędzia: Jesús Gil Manzano |
|                            |         |                |                            |                                                                       |

| 21 czerwca 2024 18:00 CEST | Polska · Piątek 30' | 1:3(1:1)Raport | Austria · 9' Trauner · 66' Baumgartner · 78' (k.) Arnautović | Stadion Olimpijski, Berlin Widzów: 69 455 Sędzia: Halil Umut Meler |
|                            |                     |                |                                                              |                                                                    |

| 21 czerwca 2024 21:00 CEST | Holandia | 0:0(0:0)Raport | Francja | Leipzig Stadium, Lipsk Widzów: 38 531 Sędzia: Anthony Taylor |
|                            |          |                |         |                                                              |

| 25 czerwca 2024 18:00 CEST | Holandia · Gakpo 47' · Depay 75' | 2:3(0:1)Raport | Austria · 6' (sam.) Malen · 59' Schmid · 80' Sabitzer | Stadion Olimpijski, Berlin Widzów: 68 363 Sędzia: Ivan Kružliak |
|                            |                                  |                |                                                       |                                                                 |

| 25 czerwca 2024 18:00 CEST | Francja · Mbappé 56' (k.) | 1:1(0:0)Raport | Polska · 79' (k.) Lewandowski | BVB Stadion, Dortmund Widzów: 59 728 Sędzia: Marco Guida |
|                            |                           |                |                               |                                                          |

### Grupa E
| Lp. | Drużyna  | M | Z | R | P | B+ | B– | +/– | Pkt | Kwalifikacja           |
| --- | -------- | - | - | - | - | -- | -- | --- | --- | ---------------------- |
| 1   | Rumunia  | 3 | 1 | 1 | 1 | 4  | 3  | +1  | 4   | Faza pucharowa         |
| 2   | Belgia   | 3 | 1 | 1 | 1 | 2  | 1  | +1  | 4   | Faza pucharowa         |
| 3   | Słowacja | 3 | 1 | 1 | 1 | 3  | 3  | 0   | 4   | Faza pucharowa         |
| 4   | Ukraina  | 3 | 1 | 1 | 1 | 2  | 4  | −2  | 4   | Odpadnięcie z turnieju |

| 17 czerwca 2024 15:00 CEST | Rumunia · Stanciu 29' · R. Marin 53' · Drăguș 57' | 3:0(1:0)Raport | Ukraina | Munich Football Arena, Monachium Widzów: 61 591 Sędzia: Glenn Nyberg |
|                            |                                                   |                |         |                                                                      |

| 17 czerwca 2024 18:00 CEST | Belgia | 0:1(0:1)Raport | Słowacja · 7' Schranz | Frankfurt Arena, Frankfurt nad Menem Widzów: 45 181 Sędzia: Halil Umut Meler |
|                            |        |                |                       |                                                                              |

| 21 czerwca 2024 15:00 CEST | Słowacja · Schranz 17' | 1:2(1:0)Raport | Ukraina · 54' Szaparenko · 80' Jaremczuk | Düsseldorf Arena, Düsseldorf Widzów: 43 910 Sędzia: Michael Oliver |
|                            |                        |                |                                          |                                                                    |

| 22 czerwca 2024 21:00 CEST | Belgia · Tielemans 2' · De Bruyne 80' | 2:0(1:0)Raport | Rumunia | Cologne Stadium, Kolonia Widzów: 42 535 Sędzia: Szymon Marciniak |
|                            |                                       |                |         |                                                                  |

| 26 czerwca 2024 18:00 CEST | Słowacja · Duda 24' | 1:1(1:1)Raport | Rumunia · 37' (k.) R. Marin | Frankfurt Arena, Frankfurt nad Menem Widzów: 45 033 Sędzia: Daniel Siebert |
|                            |                     |                |                             |                                                                            |

| 26 czerwca 2024 18:00 CEST | Ukraina | 0:0(0:0)Raport | Belgia | Stuttgart Arena, Stuttgart Widzów: 54 000 Sędzia: Anthony Taylor |
|                            |         |                |        |                                                                  |

### Grupa F
| Lp. | Drużyna    | M | Z | R | P | B+ | B– | +/– | Pkt | Kwalifikacja           |
| --- | ---------- | - | - | - | - | -- | -- | --- | --- | ---------------------- |
| 1   | Portugalia | 3 | 2 | 0 | 1 | 5  | 3  | +2  | 6   | Faza pucharowa         |
| 2   | Turcja     | 3 | 2 | 0 | 1 | 5  | 5  | 0   | 6   | Faza pucharowa         |
| 3   | Gruzja     | 3 | 1 | 1 | 1 | 4  | 4  | 0   | 4   | Faza pucharowa         |
| 4   | Czechy     | 3 | 0 | 1 | 2 | 3  | 5  | −2  | 1   | Odpadnięcie z turnieju |

| 18 czerwca 2024 18:00 CEST | Turcja · Müldür 25' · Güler 65' · Aktürkoğlu 90+7' | 3:1(1:1)Raport | Gruzja · 32' Mikautadze | BVB Stadion, Dortmund Widzów: 59 127 Sędzia: Facundo Tello |
|                            |                                                    |                |                         |                                                            |

| 18 czerwca 2024 21:00 CEST | Portugalia · Hranáč 69' (sam.) · Conceição 90+2' | 2:1(0:0)Raport | Czechy · 62' Provod | Leipzig Stadium, Lipsk Widzów: 38 421 Sędzia: Marco Guida |
|                            |                                                  |                |                     |                                                           |

| 22 czerwca 2024 15:00 CEST | Gruzja · Mikautadze 45+4' (k.) | 1:1(1:0)Raport | Czechy · 59' Schick | Volksparkstadion, Hamburg Widzów: 46 524 Sędzia: Daniel Siebert |
|                            |                                |                |                     |                                                                 |

| 22 czerwca 2024 18:00 CEST | Turcja | 0:3(0:2)Raport | Portugalia · 21' Bernardo Silva · 28' (sam.) Akaydin · 56' Bruno Fernandes | BVB Stadion, Dortmund Widzów: 61 047 Sędzia: Felix Zwayer |
|                            |        |                |                                                                            |                                                           |

| 26 czerwca 2024 21:00 CEST | Gruzja · Kwaracchelia 2' · Mikautadze 57' (k.) | 2:0(1:0)Raport | Portugalia | Arena AufSchalke, Gelsenkirchen Widzów: 49 616 Sędzia: Sandro Schärer |
|                            |                                                |                |            |                                                                       |

| 26 czerwca 2024 21:00 CEST | Czechy · Souček 66' | 1:2(0:0)Raport | Turcja · 51' Çalhanoğlu · 90+4' Tosun | Volksparkstadion, Hamburg Widzów: 47 683 Sędzia: István Kovács |
|                            |                     |                |                                       |                                                                |

### Klasyfikacja III miejsc
| Lp. | Gr. | Drużyna   | M | Z | R | P | B+ | B– | +/– | Pkt | Kwalifikacja           |
| --- | --- | --------- | - | - | - | - | -- | -- | --- | --- | ---------------------- |
| 1   | D   | Holandia  | 3 | 1 | 1 | 1 | 4  | 4  | 0   | 4   | Faza pucharowa         |
| 2   | F   | Gruzja    | 3 | 1 | 1 | 1 | 4  | 4  | 0   | 4   | Faza pucharowa         |
| 3   | E   | Słowacja  | 3 | 1 | 1 | 1 | 3  | 3  | 0   | 4   | Faza pucharowa         |
| 4   | C   | Słowenia  | 3 | 0 | 3 | 0 | 2  | 2  | 0   | 3   | Faza pucharowa         |
| 5   | A   | Węgry     | 3 | 1 | 0 | 2 | 2  | 5  | −3  | 3   | Odpadnięcie z turnieju |
| 6   | B   | Chorwacja | 3 | 0 | 2 | 1 | 3  | 6  | −3  | 2   | Odpadnięcie z turnieju |

W 1/8 finału, gdzie awansują 4 najlepsze zespoły z 3. miejsc, kolejność meczów z tymi drużynami zależała od tego, z jakiej są grupy (kolorem żółtym jest zaznaczony wariant, który stał się faktem):
| 4 najlepsze zespoły z 3. miejsc | Rywal zwycięzcy grupy B | Rywal zwycięzcy grupy C | Rywal zwycięzcy grupy E | Rywal zwycięzcy grupy F |
| ------------------------------- | ----------------------- | ----------------------- | ----------------------- | ----------------------- |
| A B C D                         | 3. miejsce z grupy A    | 3. miejsce z grupy D    | 3. miejsce z grupy B    | 3. miejsce z grupy C    |
| A B C E                         | 3. miejsce z grupy A    | 3. miejsce z grupy E    | 3. miejsce z grupy B    | 3. miejsce z grupy C    |
| A B C F                         | 3. miejsce z grupy A    | 3. miejsce z grupy F    | 3. miejsce z grupy B    | 3. miejsce z grupy C    |
| A B D E                         | 3. miejsce z grupy D    | 3. miejsce z grupy E    | 3. miejsce z grupy A    | 3. miejsce z grupy B    |
| A B D F                         | 3. miejsce z grupy D    | 3. miejsce z grupy F    | 3. miejsce z grupy A    | 3. miejsce z grupy B    |
| A B E F                         | 3. miejsce z grupy E    | 3. miejsce z grupy F    | 3. miejsce z grupy B    | 3. miejsce z grupy A    |
| A C D E                         | 3. miejsce z grupy E    | 3. miejsce z grupy D    | 3. miejsce z grupy C    | 3. miejsce z grupy A    |
| A C D F                         | 3. miejsce z grupy F    | 3. miejsce z grupy D    | 3. miejsce z grupy C    | 3. miejsce z grupy A    |
| A C E F                         | 3. miejsce z grupy E    | 3. miejsce z grupy F    | 3. miejsce z grupy C    | 3. miejsce z grupy A    |
| A D E F                         | 3. miejsce z grupy E    | 3. miejsce z grupy F    | 3. miejsce z grupy D    | 3. miejsce z grupy A    |
| B C D E                         | 3. miejsce z grupy E    | 3. miejsce z grupy D    | 3. miejsce z grupy B    | 3. miejsce z grupy C    |
| B C D F                         | 3. miejsce z grupy F    | 3. miejsce z grupy D    | 3. miejsce z grupy C    | 3. miejsce z grupy B    |
| B C E F                         | 3. miejsce z grupy F    | 3. miejsce z grupy E    | 3. miejsce z grupy C    | 3. miejsce z grupy B    |
| B D E F                         | 3. miejsce z grupy F    | 3. miejsce z grupy E    | 3. miejsce z grupy D    | 3. miejsce z grupy B    |
| C D E F                         | 3. miejsce z grupy F    | 3. miejsce z grupy E    | 3. miejsce z grupy D    | 3. miejsce z grupy C    |

Źródło: (Article 21.5)

## Faza pucharowa
W fazie pucharowej uczestniczy 16 zespołów, które awansują z fazy grupowej. Ta część rywalizacji składa się z czterech rund. W każdej rundzie odpada połowa drużyn. Po wyłonieniu czterech najlepszych drużyn turnieju rozegrane zostaną półfinały. Zwycięzcy tych spotkań zagrają o tytuł mistrzowski. W każdym ze spotkań fazy pucharowej mecz zakończony w regulaminowym czasie remisem musi być rozstrzygnięty poprzez trzydziestominutową dogrywkę. Jeżeli wynik nadal pozostaje nierozstrzygnięty, następuje seria rzutów karnych.

### Drabinka
|  |                               |               |                      |                     |       |              |                     |              |  |  |           |           |           |  |  |       |       |       |
|  | 1/8 finału                    | 1/8 finału    | 1/8 finału           |                     |       | Ćwierćfinały | Ćwierćfinały        | Ćwierćfinały |  |  | Półfinały | Półfinały | Półfinały |  |  | Finał | Finał | Finał |
|  | 1/8 finału                    | 1/8 finału    | 1/8 finału           |                     |       | Ćwierćfinały | Ćwierćfinały        | Ćwierćfinały |  |  | Półfinały | Półfinały | Półfinały |  |  | Finał | Finał | Finał |
|  | 30 czerwca – Kolonia          |               |                      |                     |       |              |                     |              |  |  |           |           |           |  |  |       |       |       |
|  |                               |               |                      |                     |       |              |                     |              |  |  |           |           |           |  |  |       |       |       |
|  | B1                            | Hiszpania     | 4                    |                     |       |              |                     |              |  |  |           |           |           |  |  |       |       |       |
|  | B1                            | Hiszpania     | 4                    | 5 lipca – Stuttgart |       |              |                     |              |  |  |           |           |           |  |  |       |       |       |
|  | F3                            | Gruzja        | 1                    |                     |       |              |                     |              |  |  |           |           |           |  |  |       |       |       |
|  | F3                            | Gruzja        | 1                    |                     |       | B1           | Hiszpania *         | 2            |  |  |           |           |           |  |  |       |       |       |
|  | 29 czerwca – Dortmund         |               |                      |                     |       | B1           | Hiszpania *         | 2            |  |  |           |           |           |  |  |       |       |       |
|  |                               |               | A1                   | Niemcy              | 1     |              |                     |              |  |  |           |           |           |  |  |       |       |       |
|  | A1                            | Niemcy        | A1                   | Niemcy              | 1     | 2            |                     |              |  |  |           |           |           |  |  |       |       |       |
|  | A1                            | Niemcy        |                      |                     |       | 2            | 9 lipca – Monachium |              |  |  |           |           |           |  |  |       |       |       |
|  | C2                            | Dania         | 0                    |                     |       |              |                     |              |  |  |           |           |           |  |  |       |       |       |
|  | C2                            | Dania         | 0                    |                     |       | B1           | Hiszpania           | 2            |  |  |           |           |           |  |  |       |       |       |
|  | 1 lipca – Frankfurt nad Menem |               |                      |                     |       | B1           | Hiszpania           | 2            |  |  |           |           |           |  |  |       |       |       |
|  |                               |               | D2                   | Francja             | 1     |              |                     |              |  |  |           |           |           |  |  |       |       |       |
|  | F1                            | Portugalia ** | D2                   | Francja             | 1     | 0 (3)        |                     |              |  |  |           |           |           |  |  |       |       |       |
|  | F1                            | Portugalia ** | 5 lipca – Hamburg    |                     |       | 0 (3)        |                     |              |  |  |           |           |           |  |  |       |       |       |
|  | C3                            | Słowenia      | 0 (0)                |                     |       |              |                     |              |  |  |           |           |           |  |  |       |       |       |
|  | C3                            | Słowenia      | 0 (0)                |                     |       | F1           | Portugalia          | 0 (3)        |  |  |           |           |           |  |  |       |       |       |
|  | 1 lipca – Düsseldorf          |               |                      |                     |       | F1           | Portugalia          | 0 (3)        |  |  |           |           |           |  |  |       |       |       |
|  |                               |               | D2                   | Francja **          | 0 (5) |              |                     |              |  |  |           |           |           |  |  |       |       |       |
|  | D2                            | Francja       | D2                   | Francja **          | 0 (5) | 1            |                     |              |  |  |           |           |           |  |  |       |       |       |
|  | D2                            | Francja       |                      |                     |       | 1            | 14 lipca – Berlin   |              |  |  |           |           |           |  |  |       |       |       |
|  | E2                            | Belgia        | 0                    |                     |       |              |                     |              |  |  |           |           |           |  |  |       |       |       |
|  | E2                            | Belgia        | 0                    |                     |       | B1           | Hiszpania           | 2            |  |  |           |           |           |  |  |       |       |       |
|  | 2 lipca – Monachium           |               |                      |                     |       | B1           | Hiszpania           | 2            |  |  |           |           |           |  |  |       |       |       |
|  |                               |               | C1                   | Anglia              | 1     |              |                     |              |  |  |           |           |           |  |  |       |       |       |
|  | E1                            | Rumunia       | C1                   | Anglia              | 1     | 0            |                     |              |  |  |           |           |           |  |  |       |       |       |
|  | E1                            | Rumunia       | 6 lipca – Berlin     |                     |       | 0            |                     |              |  |  |           |           |           |  |  |       |       |       |
|  | D3                            | Holandia      | 3                    |                     |       |              |                     |              |  |  |           |           |           |  |  |       |       |       |
|  | D3                            | Holandia      | 3                    |                     |       | D3           | Holandia            | 2            |  |  |           |           |           |  |  |       |       |       |
|  | 2 lipca – Lipsk               |               |                      |                     |       | D3           | Holandia            | 2            |  |  |           |           |           |  |  |       |       |       |
|  |                               |               | F2                   | Turcja              | 1     |              |                     |              |  |  |           |           |           |  |  |       |       |       |
|  | D1                            | Austria       | F2                   | Turcja              | 1     | 1            |                     |              |  |  |           |           |           |  |  |       |       |       |
|  | D1                            | Austria       |                      |                     |       | 1            | 10 lipca – Dortmund |              |  |  |           |           |           |  |  |       |       |       |
|  | F2                            | Turcja        | 2                    |                     |       |              |                     |              |  |  |           |           |           |  |  |       |       |       |
|  | F2                            | Turcja        | 2                    |                     |       | D3           | Holandia            | 1            |  |  |           |           |           |  |  |       |       |       |
|  | 30 czerwca – Gelsenkirchen    |               |                      |                     |       | D3           | Holandia            | 1            |  |  |           |           |           |  |  |       |       |       |
|  |                               |               | C1                   | Anglia              | 2     |              |                     |              |  |  |           |           |           |  |  |       |       |       |
|  | C1                            | Anglia *      | C1                   | Anglia              | 2     | 2            |                     |              |  |  |           |           |           |  |  |       |       |       |
|  | C1                            | Anglia *      | 6 lipca – Düsseldorf |                     |       | 2            |                     |              |  |  |           |           |           |  |  |       |       |       |
|  | E3                            | Słowacja      | 1                    |                     |       |              |                     |              |  |  |           |           |           |  |  |       |       |       |
|  | E3                            | Słowacja      | 1                    |                     |       | C1           | Anglia **           | 1 (5)        |  |  |           |           |           |  |  |       |       |       |
|  | 29 czerwca – Berlin           |               |                      |                     |       | C1           | Anglia **           | 1 (5)        |  |  |           |           |           |  |  |       |       |       |
|  |                               |               | A2                   | Szwajcaria          | 1 (3) |              |                     |              |  |  |           |           |           |  |  |       |       |       |
|  | A2                            | Szwajcaria    | A2                   | Szwajcaria          | 1 (3) | 2            |                     |              |  |  |           |           |           |  |  |       |       |       |
|  | A2                            | Szwajcaria    |                      |                     |       |              |                     |              |  |  |           |           |           |  |  |       |       |       |
|  | B2                            | Włochy        | 0                    |                     |       |              |                     |              |  |  |           |           |           |  |  |       |       |       |
|  | B2                            | Włochy        | 0                    |                     |       |              |                     |              |  |  |           |           |           |  |  |       |       |       |
|  |                               |               |                      |                     |       |              |                     |              |  |  |           |           |           |  |  |       |       |       |

* zwycięstwo po dogrywce;
** zwycięstwo po rzutach karnych;

### 1/8 finału
| Mecz 37 29 czerwca 2024 18:00 CEST | Szwajcaria · Freuler 37' · Vargas 46' | 2:0(1:0)Raport | Włochy | Stadion Olimpijski, Berlin Widzów: 68 172 Sędzia: Szymon Marciniak |
|                                    |                                       |                |        |                                                                    |

| Mecz 38 29 czerwca 2024 21:00 CEST | Niemcy · Havertz 53' (k.) · Musiala 68' | 2:0(0:0)Raport | Dania | BVB Stadion, Dortmund Widzów: 61 612 Sędzia: Michael Oliver |
|                                    |                                         |                |       |                                                             |

| Mecz 39 30 czerwca 2024 18:00 CEST | Anglia · Bellingham 90+5' · Kane 91' | 2:1 (dogr.)(0:1, 1:1, 2:1)Raport | Słowacja · 25' Schranz | Arena AufSchalke, Gelsenkirchen Widzów: 47 244 Sędzia: Halil Umut Meler |
|                                    |                                      |                                  |                        |                                                                         |

| Mecz 40 30 czerwca 2024 21:00 CEST | Hiszpania · Rodri 39' · Ruiz 51' · Williams 75' · Olmo 83' | 4:1(1:1)Raport | Gruzja · 18' (sam.) Le Normand | Cologne Stadium, Kolonia Widzów: 42 233 Sędzia: François Letexier |
|                                    |                                                            |                |                                |                                                                   |

| Mecz 41 1 lipca 2024 18:00 CEST | Francja · Vertonghen 85' (sam.) | 1:0(0:0)Raport | Belgia | Düsseldorf Arena, Düsseldorf Widzów: 46 810 Sędzia: Glenn Nyberg |
|                                 |                                 |                |        |                                                                  |

| Mecz 42 1 lipca 2024 21:00 CEST | Portugalia | 0:0 (dogr.) k. 3:0(0:0, 0:0, 0:0)Raport | Słowenia | Frankfurt Arena, Frankfurt nad Menem Widzów: 46 576 Sędzia: Daniele Orsato |
|                                 |            |                                         |          |                                                                            |
|                                 |            | Rzuty karne                             |          |                                                                            |
| Ronaldo · Fernandes · Silva     |            | Iličić · Balkovec · Verbič              |          |                                                                            |

| Mecz 43 2 lipca 2024 18:00 CEST | Rumunia | 0:3(0:1)Raport | Holandia · 20' Gakpo · 83', 90+3' Malen | Munich Football Arena, Monachium Widzów: 65 012 Sędzia: Felix Zwayer |
|                                 |         |                |                                         |                                                                      |

| Mecz 44 2 lipca 2024 21:00 CEST | Austria · Gregoritsch 66' | 1:2(0:1)Raport | Turcja · 1', 59' Demiral | Leipzig Stadium, Lipsk Widzów: 38 305 Sędzia: Artur Soares Dias |
|                                 |                           |                |                          |                                                                 |

### Ćwierćfinały
| Mecz 45 5 lipca 2024 18:00 CEST | Hiszpania · Olmo 51' · Merino 119' | 2:1 (dogr.)(0:0, 1:1, 1:1)Raport | Niemcy · 89' Wirtz | Stuttgart Arena, Stuttgart Widzów: 54 000 Sędzia: Anthony Taylor |
|                                 |                                    |                                  |                    |                                                                  |

| Mecz 46 5 lipca 2024 21:00 CEST  | Portugalia | 0:0 (dogr.) k. 3:5(0:0, 0:0, 0:0)Raport         | Francja | Volksparkstadion, Hamburg Widzów: 47 789 Sędzia: Michael Oliver |
|                                  |            |                                                 |         |                                                                 |
|                                  |            | Rzuty karne                                     |         |                                                                 |
| Ronaldo · Silva · Félix · Mendes |            | Dembélé · Fofana · Koundé · Barcola · Hernández |         |                                                                 |

| Mecz 47 6 lipca 2024 18:00 CEST                       | Anglia · Saka 80' | 1:1 (dogr.) k. 5:3(0:0, 1:1, 1:1)Raport | Szwajcaria · 75' Embolo | Düsseldorf Arena, Düsseldorf Widzów: 46 907 Sędzia: Daniele Orsato |
|                                                       |                   |                                         |                         |                                                                    |
|                                                       |                   | Rzuty karne                             |                         |                                                                    |
| Palmer · Bellingham · Saka · Toney · Alexander-Arnold |                   | Akanji · Schär · Shaqiri · Amdouni      |                         |                                                                    |

| Mecz 48 6 lipca 2024 21:00 CEST | Holandia · de Vrij 70' · Müldür 76' (sam.) | 2:1(0:1)Raport | Turcja · 35' Akaydin | Stadion Olimpijski, Berlin Widzów: 70 091 Sędzia: Clément Turpin |
|                                 |                                            |                |                      |                                                                  |

### Półfinały
| Mecz 49 9 lipca 2024 21:00 CEST | Hiszpania · Yamal 21' · Olmo 25' | 2:1(2:1)Raport | Francja · 9' Kolo Muani | Munich Football Arena, Monachium Widzów: 62 042 Sędzia: Slavko Vinčić |
|                                 |                                  |                |                         |                                                                       |

| Mecz 50 10 lipca 2024 21:00 CEST | Holandia · Simons 7' | 1:2(1:1)Raport | Anglia · 18' (k.) Kane · 90' Watkins | BVB Stadion, Dortmund Widzów: 60 926 Sędzia: Felix Zwayer |
|                                  |                      |                |                                      |                                                           |

### Finał
| Mecz 51 14 lipca 2024 21:00 CEST | Hiszpania · Williams 47' · Oyarzabal 86' | 2:1(0:0)Raport | Anglia · 73' Palmer | Stadion Olimpijski, Berlin Widzów: 65 600 Sędzia: François Letexier |
|                                  |                                          |                |                     |                                                                     |

| Hiszpania | Anglia |

|                   | 23 | Unai Simón        |     |     |
|                   | 2  | Dani Carvajal     |     |     |
|                   | 3  | Robin Le Normand  |     | 83' |
|                   | 14 | Aymeric Laporte   |     |     |
|                   | 24 | Marc Cucurella    |     |     |
|                   | 16 | Rodri             |     | 46' |
|                   | 8  | Fabián Ruiz       |     |     |
|                   | 19 | Lamine Yamal      |     | 89' |
|                   | 10 | Dani Olmo         | 31' |     |
|                   | 17 | Nico Williams     |     |     |
|                   | 7  | Álvaro Morata (c) |     | 68' |
| Zmiany:           |    |                   |     |     |
|                   | 1  | David Raya        |     |     |
|                   | 13 | Álex Remiro       |     |     |
|                   | 4  | Nacho             |     | 83' |
|                   | 5  | Dani Vivian       |     |     |
|                   | 6  | Mikel Merino      |     | 89' |
|                   | 9  | Joselu            |     |     |
|                   | 11 | Ferran Torres     |     |     |
|                   | 12 | Álex Grimaldo     |     |     |
|                   | 15 | Álex Baena        |     |     |
|                   | 18 | Martín Zubimendi  |     | 46' |
|                   | 21 | Mikel Oyarzabal   |     | 68' |
|                   | 22 | Jesús Navas       |     |     |
|                   | 25 | Fermín López      |     |     |
| Trener:           |    |                   |     |     |
| Luis de la Fuente |    |                   |     |     |

|                  | 1  | Jordan Pickford        |       |     |
|                  | 2  | Kyle Walker            |       |     |
|                  | 5  | John Stones            | 53'   |     |
|                  | 6  | Marc Guéhi             |       |     |
|                  | 7  | Bukayo Saka            |       |     |
|                  | 26 | Kobbie Mainoo          |       | 70' |
|                  | 4  | Declan Rice            |       |     |
|                  | 3  | Luke Shaw              |       |     |
|                  | 11 | Phil Foden             |       | 89' |
|                  | 10 | Jude Bellingham        |       |     |
|                  | 9  | Harry Kane (c)         | 25'   | 61' |
| Zmiany:          |    |                        |       |     |
|                  | 13 | Aaron Ramsdale         |       |     |
|                  | 23 | Dean Henderson         |       |     |
|                  | 8  | Trent Alexander-Arnold |       |     |
|                  | 12 | Kieran Trippier        |       |     |
|                  | 14 | Ezri Konsa             |       |     |
|                  | 15 | Lewis Dunk             |       |     |
|                  | 16 | Conor Gallagher        |       |     |
|                  | 17 | Ivan Toney             |       | 89' |
|                  | 18 | Anthony Gordon         |       |     |
|                  | 19 | Ollie Watkins          | 90+1' | 61' |
|                  | 20 | Jarrod Bowen           |       |     |
|                  | 21 | Eberechi Eze           |       |     |
|                  | 22 | Joe Gomez              |       |     |
|                  | 24 | Cole Palmer            |       | 70' |
|                  | 25 | Adam Wharton           |       |     |
| Trener:          |    |                        |       |     |
| Gareth Southgate |    |                        |       |     |

- Piłkarz meczu:
  -  Nico Williams

| - Sędziowie asystenci: - Cyril Mugnier - Mehdi Rahmouni - Sędzia techniczny: - Szymon Marciniak - Rezerwowy sędzia asystent: - Tomasz Listkiewicz - Sędzia VAR: - Jérôme Brisard - Sędziowie asystenci VAR: - Willy Delajod - Massimiliano Irrati |

## Kartki
| 228 | 2 | 3 |

| Zawodnik               | Reprezentacja |   |   |   |
| ---------------------- | ------------- | - | - | - |
| Tomáš Chorý            | Czechy        |   |   | 1 |
| Ryan Porteous          | Szkocja       |   |   | 1 |
| Bertuğ Özgür Yıldırım  | Turcja        |   |   | 1 |
| Antonín Barák          | Czechy        | 1 | 1 |   |
| Dani Carvajal          | Hiszpania     | 2 | 1 |   |
| Nedim Bajrami          | Albania       | 1 |   |   |
| Medon Berisha          | Albania       | 1 |   |   |
| Armando Broja          | Albania       | 1 |   |   |
| Mirlind Daku           | Albania       | 1 |   |   |
| Klaus Gjasula          | Albania       | 1 |   |   |
| Arbër Hoxha            | Albania       | 1 |   |   |
| Elseid Hysaj           | Albania       | 1 |   |   |
| Jude Bellingham        | Anglia        | 2 |   |   |
| Marc Guéhi             | Anglia        | 2 |   |   |
| Harry Kane             | Anglia        | 2 |   |   |
| Kieran Trippier        | Anglia        | 2 |   |   |
| Phil Foden             | Anglia        | 1 |   |   |
| Conor Gallagher        | Anglia        | 1 |   |   |
| Kobbie Mainoo          | Anglia        | 1 |   |   |
| Bukayo Saka            | Anglia        | 1 |   |   |
| Ollie Watkins          | Anglia        | 1 |   |   |
| Patrick Wimmer         | Austria       | 2 |   |   |
| Marko Arnautović       | Austria       | 1 |   |   |
| Christoph Baumgartner  | Austria       | 1 |   |   |
| Kevin Danso            | Austria       | 1 |   |   |
| Konrad Laimer          | Austria       | 1 |   |   |
| Philipp Lienhart       | Austria       | 1 |   |   |
| Phillipp Mwene         | Austria       | 1 |   |   |
| Stefan Posch           | Austria       | 1 |   |   |
| Leopold Querfeld       | Austria       | 1 |   |   |
| Romano Schmid          | Austria       | 1 |   |   |
| Maximilian Wöber       | Austria       | 1 |   |   |
| Dodi Lukebakio         | Belgia        | 2 |   |   |
| Orel Mangala           | Belgia        | 2 |   |   |
| Wout Faes              | Belgia        | 1 |   |   |
| Youri Tielemans        | Belgia        | 1 |   |   |
| Jan Vertonghen         | Belgia        | 1 |   |   |
| Marcelo Brozović       | Chorwacja     | 1 |   |   |
| Luka Ivanušec          | Chorwacja     | 1 |   |   |
| Ivica Ivušić           | Chorwacja     | 1 |   |   |
| Luka Modrić            | Chorwacja     | 1 |   |   |
| Marin Pongračić        | Chorwacja     | 1 |   |   |
| Josip Stanišić         | Chorwacja     | 1 |   |   |
| Luka Sučić             | Chorwacja     | 1 |   |   |
| Patrik Schick          | Czechy        | 2 |   |   |
| Tomáš Souček           | Czechy        | 2 |   |   |
| Lukáš Červ             | Czechy        | 1 |   |   |
| Vladimír Coufal        | Czechy        | 1 |   |   |
| Tomáš Holeš            | Czechy        | 1 |   |   |
| Vítězslav Jaroš        | Czechy        | 1 |   |   |
| David Jurásek          | Czechy        | 1 |   |   |
| Ladislav Krejčí        | Czechy        | 1 |   |   |
| Lukáš Provod           | Czechy        | 1 |   |   |
| Morten Hjulmand        | Dania         | 2 |   |   |
| Joakim Mæhle           | Dania         | 2 |   |   |
| Joachim Andersen       | Dania         | 1 |   |   |
| Alexander Bah          | Dania         | 1 |   |   |
| Christian Nørgaard     | Dania         | 1 |   |   |
| Jannik Vestergaard     | Dania         | 1 |   |   |
| Jonas Wind             | Dania         | 1 |   |   |
| Adrien Rabiot          | Francja       | 2 |   |   |
| Aurélien Tchouaméni    | Francja       | 2 |   |   |
| Eduardo Camavinga      | Francja       | 1 |   |   |
| Ousmane Dembélé        | Francja       | 1 |   |   |
| Antoine Griezmann      | Francja       | 1 |   |   |
| Kylian Mbappé          | Francja       | 1 |   |   |
| William Saliba         | Francja       | 1 |   |   |
| Anzor Mekwabiszwili    | Gruzja        | 2 |   |   |
| Zuriko Dawitaszwili    | Gruzja        | 1 |   |   |
| Giorgi Gwelesiani      | Gruzja        | 1 |   |   |
| Guram Kashia           | Gruzja        | 1 |   |   |
| Giorgi Koczoraszwili   | Gruzja        | 1 |   |   |
| Solomon Kwirkwelia     | Gruzja        | 1 |   |   |
| Rodri                  | Hiszpania     | 3 |   |   |
| Robin Le Normand       | Hiszpania     | 2 |   |   |
| Álvaro Morata          | Hiszpania     | 2 |   |   |
| Jesús Navas            | Hiszpania     | 1 |   |   |
| Dani Olmo              | Hiszpania     | 1 |   |   |
| Fabián Ruiz            | Hiszpania     | 1 |   |   |
| Unai Simón             | Hiszpania     | 1 |   |   |
| Ferran Torres          | Hiszpania     | 1 |   |   |
| Dani Vivian            | Hiszpania     | 1 |   |   |
| Lamine Yamal           | Hiszpania     | 1 |   |   |
| Denzel Dumfries        | Holandia      | 2 |   |   |
| Xavi Simons            | Holandia      | 2 |   |   |
| Virgil van Dijk        | Holandia      | 2 |   |   |
| Nathan Aké             | Holandia      | 1 |   |   |
| Donyell Malen          | Holandia      | 1 |   |   |
| Jerdy Schouten         | Holandia      | 1 |   |   |
| Joey Veerman           | Holandia      | 1 |   |   |
| Robert Andrich         | Niemcy        | 2 |   |   |
| Maximilian Mittelstädt | Niemcy        | 2 |   |   |
| Antonio Rüdiger        | Niemcy        | 2 |   |   |
| Jonathan Tah           | Niemcy        | 2 |   |   |
| Toni Kroos             | Niemcy        | 1 |   |   |
| David Raum             | Niemcy        | 1 |   |   |
| Nico Schlotterbeck     | Niemcy        | 1 |   |   |
| Deniz Undav            | Niemcy        | 1 |   |   |
| Florian Wirtz          | Niemcy        | 1 |   |   |
| Paweł Dawidowicz       | Polska        | 1 |   |   |
| Robert Lewandowski     | Polska        | 1 |   |   |
| Jakub Moder            | Polska        | 1 |   |   |
| Bartosz Slisz          | Polska        | 1 |   |   |
| Wojciech Szczęsny      | Polska        | 1 |   |   |
| Karol Świderski        | Polska        | 1 |   |   |
| Nicola Zalewski        | Polska        | 1 |   |   |
| Rafael Leão            | Portugalia    | 2 |   |   |
| João Palhinha          | Portugalia    | 2 |   |   |
| Francisco Conceição    | Portugalia    | 1 |   |   |
| Pedro Neto             | Portugalia    | 1 |   |   |
| Rúben Neves            | Portugalia    | 1 |   |   |
| Cristiano Ronaldo      | Portugalia    | 1 |   |   |
| João Cancelo           | Portugalia    | 1 |   |   |
| Nicușor Bancu          | Rumunia       | 2 |   |   |
| Marius Marin           | Rumunia       | 2 |   |   |
| Andrei Burcă           | Rumunia       | 1 |   |   |
| Răzvan Marin           | Rumunia       | 1 |   |   |
| George Pușcaș          | Rumunia       | 1 |   |   |
| Nicolae Stanciu        | Rumunia       | 1 |   |   |
| Mijat Gaćinović        | Serbia        | 1 |   |   |
| Nemanja Gudelj         | Serbia        | 1 |   |   |
| Luka Jović             | Serbia        | 1 |   |   |
| Saša Lukić             | Serbia        | 1 |   |   |
| Nikola Milenković      | Serbia        | 1 |   |   |
| Aleksandar Mitrović    | Serbia        | 1 |   |   |
| Filip Mladenović       | Serbia        | 1 |   |   |
| Dušan Tadić            | Serbia        | 1 |   |   |
| Ondrej Duda            | Słowacja      | 1 |   |   |
| Norbert Gyömbér        | Słowacja      | 1 |   |   |
| Juraj Kucka            | Słowacja      | 1 |   |   |
| Peter Pekarík          | Słowacja      | 1 |   |   |
| Ivan Schranz           | Słowacja      | 1 |   |   |
| Milan Škriniar         | Słowacja      | 1 |   |   |
| Denis Vavro            | Słowacja      | 1 |   |   |
| Jaka Bijol             | Słowenia      | 2 |   |   |
| Erik Janža             | Słowenia      | 2 |   |   |
| Jure Balkovec          | Słowenia      | 1 |   |   |
| Žan Celar              | Słowenia      | 1 |   |   |
| Vanja Drkušić          | Słowenia      | 1 |   |   |
| Žan Karničnik          | Słowenia      | 1 |   |   |
| Petar Stojanović       | Słowenia      | 1 |   |   |
| Jon Stanković          | Słowenia      | 1 |   |   |
| Žan Vipotnik           | Słowenia      | 1 |   |   |
| Scott McTominay        | Szkocja       | 2 |   |   |
| John McGinn            | Szkocja       | 1 |   |   |
| Scott McKenna          | Szkocja       | 1 |   |   |
| Anthony Ralston        | Szkocja       | 1 |   |   |
| Silvan Widmer          | Szwajcaria    | 3 |   |   |
| Remo Freuler           | Szwajcaria    | 1 |   |   |
| Dan Ndoye              | Szwajcaria    | 1 |   |   |
| Ricardo Rodríguez      | Szwajcaria    | 1 |   |   |
| Fabian Schär           | Szwajcaria    | 1 |   |   |
| Vincent Sierro         | Szwajcaria    | 1 |   |   |
| Granit Xhaka           | Szwajcaria    | 1 |   |   |
| Samet Akaydin          | Turcja        | 2 |   |   |
| Abdülkerim Bardakcı    | Turcja        | 2 |   |   |
| Hakan Çalhanoğlu       | Turcja        | 2 |   |   |
| Orkun Kökçü            | Turcja        | 2 |   |   |
| İsmail Yüksek          | Turcja        | 2 |   |   |
| Kaan Ayhan             | Turcja        | 1 |   |   |
| Uğurcan Çakır          | Turcja        | 1 |   |   |
| Zeki Çelik             | Turcja        | 1 |   |   |
| Arda Güler             | Turcja        | 1 |   |   |
| Mert Günok             | Turcja        | 1 |   |   |
| Mert Müldür            | Turcja        | 1 |   |   |
| Salih Özcan            | Turcja        | 1 |   |   |
| Cenk Tosun             | Turcja        | 1 |   |   |
| Kenan Yıldız           | Turcja        | 1 |   |   |
| Artem Dowbyk           | Ukraina       | 1 |   |   |
| Roman Jaremczuk        | Ukraina       | 1 |   |   |
| Juchym Konopla         | Ukraina       | 1 |   |   |
| Bendegúz Bolla         | Węgry         | 1 |   |   |
| Kevin Csoboth          | Węgry         | 1 |   |   |
| László Kleinheisler    | Węgry         | 1 |   |   |
| Willi Orban            | Węgry         | 1 |   |   |
| András Schäfer         | Węgry         | 1 |   |   |
| Callum Styles          | Węgry         | 1 |   |   |
| Attila Szalai          | Węgry         | 1 |   |   |
| Dominik Szoboszlai     | Węgry         | 1 |   |   |
| Barnabás Varga         | Węgry         | 1 |   |   |
| Riccardo Calafiori     | Włochy        | 2 |   |   |
| Nicolò Barella         | Włochy        | 1 |   |   |
| Bryan Cristante        | Włochy        | 1 |   |   |
| Gianluigi Donnarumma   | Włochy        | 1 |   |   |
| Stephan El Shaarawy    | Włochy        | 1 |   |   |
| Nicolò Fagioli         | Włochy        | 1 |   |   |
| Gianluca Mancini       | Włochy        | 1 |   |   |
| Lorenzo Pellegrini     | Włochy        | 1 |   |   |

## Strzelcy
Uwaga: Lista nie obejmuje goli strzelonych w seriach rzutów karnych.

### 3 gole
- Harry Kane
- Georges Mikautadze
- Dani Olmo
- Cody Gakpo
- Jamal Musiala
- Ivan Schranz

### 2 gole
- Jude Bellingham
- Fabián Ruiz
- Nico Williams
- Donyell Malen
- Niclas Füllkrug
- Kai Havertz
- Florian Wirtz
- Răzvan Marin
- Breel Embolo
- Merih Demiral

### 1 gol
- Nedim Bajrami
- Klaus Gjasula
- Qazim Laçi
- Cole Palmer
- Bukayo Saka
- Ollie Watkins
- Marko Arnautović
- Christoph Baumgartner
- Michael Gregoritsch
- Marcel Sabitzer
- Romano Schmid
- Gernot Trauner
- Kevin De Bruyne
- Youri Tielemans
- Andrej Kramarić
- Luka Modrić
- Lukáš Provod
- Patrik Schick
- Tomáš Souček
- Christian Eriksen
- Morten Hjulmand
- Randal Kolo Muani
- Kylian Mbappé
- Chwicza Kwaracchelia
- Dani Carvajal
- Mikel Merino
- Álvaro Morata
- Mikel Oyarzabal
- Rodri
- Ferran Torres
- Lamine Yamal
- Memphis Depay
- Stefan de Vrij
- Xavi Simons
- Wout Weghorst
- Emre Can
- İlkay Gündoğan
- Adam Buksa
- Robert Lewandowski
- Krzysztof Piątek
- Francisco Conceição
- Bruno Fernandes
- Bernardo Silva
- Denis Drăguș
- Nicolae Stanciu
- Luka Jović
- Ondrej Duda
- Erik Janža
- Žan Karničnik
- Scott McTominay
- Michel Aebischer
- Kwadwo Duah
- Remo Freuler
- Dan Ndoye
- Xherdan Shaqiri
- Ruben Vargas
- Samet Akaydin
- Kerem Aktürkoğlu
- Hakan Çalhanoğlu
- Arda Güler
- Mert Müldür
- Cenk Tosun
- Roman Jaremczuk
- Mykoła Szaparenko
- Kevin Csoboth
- Barnabás Varga
- Nicolò Barella
- Alessandro Bastoni
- Mattia Zaccagni

### Gole samobójcze
- Klaus Gjasula (dla Chorwacji)
- Maximilian Wöber (dla Francji)
- Jan Vertonghen (dla Francji)
- Robin Hranáč (dla Portugalii)
- Robin Le Normand (dla Gruzji)
- Donyell Malen (dla Austrii)
- Antonio Rüdiger (dla Szkocji)
- Samet Akaydin (dla Portugalii)
- Mert Müldür (dla Holandii)
- Riccardo Calafiori (dla Hiszpanii)

## Klasyfikacja
| złoto                          | B | Hiszpania  | 21 | 7 | 7 | 0 | 0 | 15 | 4 | +11 |
| srebro                         | C | Anglia     | 12 | 7 | 3 | 3 | 1 | 8  | 6 | +2  |
| brąz                           | D | Holandia   | 10 | 6 | 3 | 1 | 2 | 10 | 7 | +3  |
| brąz                           | D | Francja    | 9  | 6 | 2 | 3 | 1 | 4  | 3 | +1  |
| Wyeliminowane w ćwierćfinale   |   |            |    |   |   |   |   |    |   |     |
| 5                              | A | Niemcy     | 10 | 5 | 3 | 1 | 1 | 11 | 4 | +7  |
| 6                              | A | Szwajcaria | 9  | 5 | 2 | 3 | 0 | 8  | 4 | +4  |
| 7                              | F | Turcja     | 9  | 5 | 3 | 0 | 2 | 8  | 8 | 0   |
| 8                              | F | Portugalia | 8  | 5 | 2 | 2 | 1 | 5  | 3 | +2  |
| Wyeliminowane w 1/8 finału     |   |            |    |   |   |   |   |    |   |     |
| 9                              | D | Austria    | 6  | 4 | 2 | 0 | 2 | 6  | 5 | +1  |
| 10                             | E | Belgia     | 4  | 4 | 1 | 1 | 2 | 2  | 2 | 0   |
| 10                             | C | Słowenia   | 4  | 4 | 0 | 4 | 0 | 2  | 2 | 0   |
| 12                             | E | Słowacja   | 4  | 4 | 1 | 1 | 2 | 4  | 5 | −1  |
| 13                             | E | Rumunia    | 4  | 4 | 1 | 1 | 2 | 4  | 6 | −2  |
| 14                             | B | Włochy     | 4  | 4 | 1 | 1 | 2 | 3  | 5 | −2  |
| 15                             | F | Gruzja     | 4  | 4 | 1 | 1 | 2 | 5  | 8 | −3  |
| 16                             | C | Dania      | 3  | 4 | 0 | 3 | 1 | 2  | 4 | −2  |
| Wyeliminowane w fazie grupowej |   |            |    |   |   |   |   |    |   |     |
| 17                             | E | Ukraina    | 4  | 3 | 1 | 1 | 1 | 2  | 4 | −2  |
| 18                             | A | Węgry      | 3  | 3 | 1 | 0 | 2 | 2  | 5 | −3  |
| 19                             | C | Serbia     | 2  | 3 | 0 | 2 | 1 | 1  | 2 | −1  |
| 20                             | B | Chorwacja  | 2  | 3 | 0 | 2 | 1 | 3  | 6 | −3  |
| 21                             | B | Albania    | 1  | 3 | 0 | 1 | 2 | 3  | 5 | −2  |
| 21                             | F | Czechy     | 1  | 3 | 0 | 1 | 2 | 3  | 5 | −2  |
| 23                             | D | Polska     | 1  | 3 | 0 | 1 | 2 | 3  | 6 | −3  |
| 24                             | A | Szkocja    | 1  | 3 | 0 | 1 | 2 | 2  | 7 | −5  |